# South Monrovia Island, Kalifornien
South Monrovia Island är en ort (CDP) i Los Angeles County, i delstaten Kalifornien, USA. Enligt United States Census Bureau har orten en folkmängd på 6 777 invånare (2010) och en landarea på 1,4 km².